# Judith Furse
Judith Furse (* 4. März 1912 in Camberley, Surrey, England; † 29. August 1974 in Canterbury, England) war eine britische Theater- und Filmschauspielerin.

## Leben
Furse wurde 1912 als Tochter des britischen Generalleutnants Sir William Furse in der englischen Grafschaft Surrey geboren und wuchs in einer Militärfamilie auf. Nach dem Besuch der St. Paul’s Girl’s School studierte sie Anfang der 1930er Jahre Schauspiel am Old Vic Theatre in London, wo sie sich bis zum Ende der Dekade als Bühnendarstellerin etablieren konnte.
Im Jahr 1939 machte sie ihr Leinwanddebüt als Greer Garsons Freundin und Begleiterin Flora in dem Lehrerdrama Auf Wiedersehen, Mr. Chips. Durch ihre robuste Statur, eher männliche Gesichtszüge und tiefere Stimmlage war Furse zumeist auf den herben Frauentyp festgelegt, doch spielte sie in ihren frühen Filmen auch sanftmütige Ehefrauen und Mutterrollen. Ihre bekannteste und wichtigste Rolle, mit der sie im Gegensatz zu den meisten ihrer Filmauftritte auch ihr schauspielerisches Talent unter Beweis stellen konnte, hatte sie in dem Nonnendrama Die schwarze Narzisse (1947) als zuverlässige Schwester Briony an der Seite von Deborah Kerr. Von 1961 bis 1964 war sie auch in drei Folgen der britischen Carry-On-Filmreihe zu sehen. Nach ihrem letzten Filmauftritt in der australischen Filmkomödie The Adventures of Barry McKenzie (1972) zog sie sich aus dem Filmgeschäft zurück.
Judith Furse starb 1974 im Alter von 62 Jahren in Canterbury an einem Herzinfarkt. Ihr Bruder Roger K. Furse war Maler und Szenenbildner, der für seine Ausstattung von Laurence Oliviers Shakespeare-Verfilmung Hamlet (1948) einen Oscar erhielt.

## Filmografie (Auswahl)
- 1939: Auf Wiedersehen, Mr. Chips (Goodbye, Mr. Chips)
- 1944: A Canterbury Tale
- 1944: English Without Tears
- 1945: Johnny Frenchman
- 1946: Jugendliebe – Drei Tage Ferien … (Quiet Weekend)
- 1947: Die schwarze Narzisse (Black Narcissus)
- 1949: Helter Skelter
- 1949: Das gefährliche Alter (The Romantic Age)
- 1951: Konflikt des Herzens (The Browning Version)
- 1951: Der Mann im weißen Anzug (The Man in the White Suit)
- 1952: Mother Riley Meets the Vampire
- 1953: Das Herz aller Dinge (The Heart of the Matter)
- 1955: Himmelfahrtskommando (The Cockleshell Heroes)
- 1957: Hilfe, der Doktor kommt! (Doctor at Large)
- 1958: Noch mehr Ärger in der Navy (Further Up the Creek)
- 1961: Nicht so toll, Süßer (Carry On Regardless)
- 1961: Alles dreht sich um den Hund (In the Doghouse)
- 1962: Das Geheimnis der grünen Droge (I Thank a Fool)
- 1963: Die eiserne Jungfrau (The Iron Maiden)
- 1963: Ist ja irre – diese müden Taxifahrer (Carry On Cabby)
- 1964: Kollege stirbt gleich (A Jolly Bad Fellow)
- 1964: Ist ja irre – Agenten auf dem Pulverfaß (Carry On Spying)
- 1965: Die amourösen Abenteuer der Moll Flanders (The Amorous Adventures of Moll Flanders)
- 1967: Das dreckige Dutzend (The Dirty Dozen)
- 1969: Dave – Zuhaus in allen Betten (Sinful Davey)
- 1970: Der Amerikaner (Twinky)
- 1971: Ein Mann in der Wildnis (Man in the Wilderness)
- 1972: The Adventures of Barry McKenzie